# Љубљанска култура
Љубљанска култура бронзаног доба, дефинисана је 1967. а почетак се датује у 1850. п. н. е.
Љубљанска култура се распростирала у континенталном делу Словеније и на Јадранској обали од Тршћанског залива до Албаније.
Настала је спајањем словенског типа вучедолске културе и културе звонастих пехара. У овој регији не постоји оштра разлика између енеолита и раног бронзаног доба.
Насеља говоре да се наставља енеолитска традиција. На локалитету Љубљанско барје и даље су пристутна сојеничка насеља, док су на налазиштима у залеђу Трста нађене насеобине у пећинама. Сојеничка насеља била су опкољена оградом од коља. Куће су биле правоугаоне, имале огњишта са подлогом од иловаче или камена.
О некрополама се мало зна. Раном бронзаном добу се може приписат један гроб из Предјаме. Сахрањивање је секелетно у згрченом положају.

## Металургија
Металургија је била развијена. Нађени су калупи за ливење, бодежи са ребром на средини, трапезасте секире, шила, игле и наруквице са повијеним крајевима.

## Керамика
На основу керамике утврђене су две варијанте љубљанске културе.
- Алпска варијанта – коју чине посуде сиво тамне боје, лонци и амфоре лоптастог трбуха са цилиндричним или левкастим вратом, пехари са тракастом дркшом, купе на нози, биконичне зделе. Орнаменти су снопови хоризонталних и вертикалних линија косо шрафирани троуглови, који су изведени назубљеним предметом.

- Јадранска варијанта – купе на нози, пехари са тракастом дршком, терине, лонци. Орманемти су урађени урезивањем и жигосањем, груписани у метопе и фризове.